# کوه باگو
کوه باگو (به انگلیسی: Mount Bago) یک کوه در ایالات متحده آمریکا است که در کالیفرنیا واقع شده‌است. کوه باگو ۳٬۶۱۸٫۰۲ متر بالاتر از سطح دریا واقع شده‌است.